# Lobspitzen
Die Lobspitzen sind der Gebirgsgrat, der vom Hauptkamm der Silvretta, an der vorarlbergisch-graubündner Grenze, am Großlitzner (3108 m ü. A.) nach Norden in das Montafon abzweigt. Daher werden sie von Günther Flaig, dem Autor des Alpenvereinsführers für die Silvrettagruppe, in die Litzner-Seehörner-Gruppe gestellt, die zur Westsilvretta zählt.

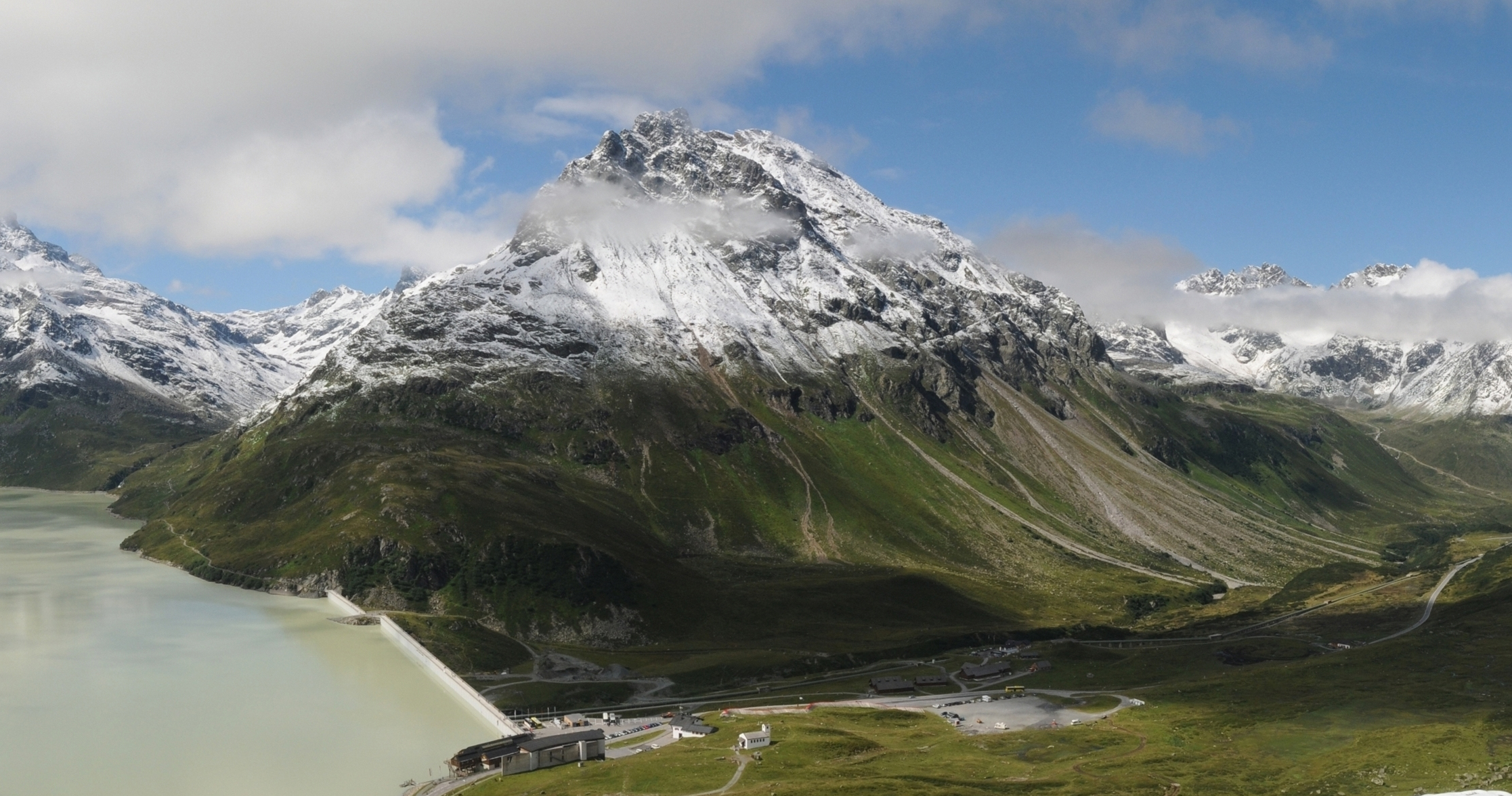
Blick zur Kleinen Lobspitze von Nordosten

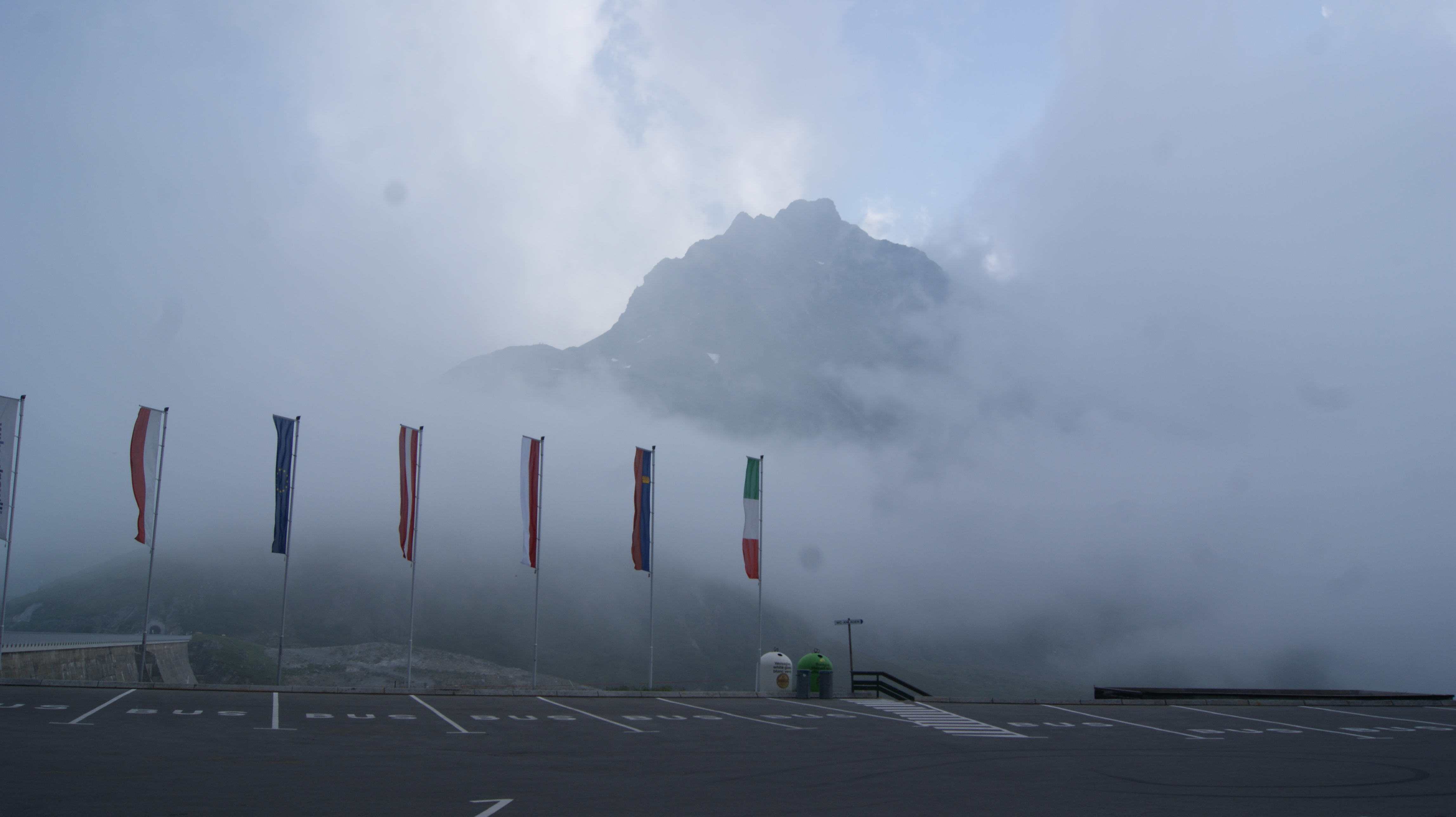
Lobspitzen in Wolken

Der Kamm zieht sich ab dem Litznersattel (2737 m ü. A.) nach Nordosten, das Klostertal und dann das Ochsental zur Rechten, und den Schweizer Vermunt (das Tal des Kromerbachs) zur Linken. Das Ochsental ist das Quelltal der Ill, dem Hauptfluss des Montafon. Es läuft an die Bieler Höhe, den Passübergang Vorarlberg/Tirol (2037 m ü. A.), mit dem Silvrettasee, der das unterste Ochsental einnimmt. Dort schwenkt die Ill westwärts, bildet im Großvermunt, dem Passhochtal der Bielerhöhe, die Nordgrenze der Lobspitzen, und nimmt im Schweizer Vermunt, wo sie wieder primär nach Norden fließt, den Kromerbach auf.
Die Lobspitzen selbst sind eine Abfolge folgender Gipfel:
- Hintere Lobspitze (2873 m ü. A.)
- Lobturm (2867 m ü. A.)
- Mittlere Lobspitze (2803 m ü. A.)
- Vordere Lobspitze (2837 m ü. A.)
- Kleine Lobspitze (2760 m ü. A.)

Dann fällt der Grat in einer mächtigen Flanke ohne weiteren Gipfel gegen Silvrettasee und Großvermunt hin ab.

Direkt am Litznersattel befinden sich noch drei Gipfel, die man zu den Lobspitzen rechnen kann, oder nicht:
- Verhupfspitze (2957 m ü. A.), blickt südostwärts in das Klostertal und das Verhupftäli (zum Litznersattel)
- Sattelkopf (2863 m ü. A.), direkt am Sattel
- Glötterspitze (2847 m ü. A.), gegen Nordwesten, am Litznergletscher

Die Berge sind unmarkiertes, schweres Alpingelände.
Rund um die Gruppe liegen die Bielerhöhe mit dem Berggasthof Piz Buin (privat), die Klostertaler Hütte (DAV), und die Saarbrücker Hütte (DAV). Markiert ist nur die leichte Umrundung Bielerhöhe – Klostertal – Litznersattel – Saarbrücker Hütte – und zurück über Tschifernella (letzte Etappe Teil des Zentralalpenweg 02).
Das Gebiet ist weitgehend naturbelassen und wurde im Biotopinventar Vorarlberg als Alpiner Großraumbiotop des Klostertals (Nr. 11023) ausgewiesen, das 1286,9 ha im Klostertal und die ganze Lobspitzgruppe umfasst; es steht aber unter keinem speziellen Naturschutz. Besonderheiten sind das Vorkommen des Steinwilds, das in den letzten Jahren dort wiedereingbürgert wurde, und seltene Pflanzenarten wie Allermannsharnisch (Allium victorialis), Alpen-Mannsschild (Androsace alpina), Echte Edelraute (Artemisia umbelliformis syn. mutellina) oder Schweizer Weide (Salix helvetica).

## Belege
1. ↑  Markus Staudinger, AVL Arge Vegetationsökologie und Landschaftsplanung: Gaschurn. Gemeindebericht. In: Georg Grabherr; Vorarlberger Landschaftspflegefond; Vorarlberger Landesregierung – Abteilung Umweltschutz IVe (Hrsg.): Biotopinventar Vorarlberg. Vorarlberger Verlagsanstalt, Bregenz Juni 2008, Alpiner Großraumbiotop der Valülatäler (Biotop 11023), S. 42 f. (PDF, vorarlberg.at; online, VOGIS – 1. Aufnahme Teilinventar Montafon. 1984.).